# 中華民國青溪總會
中華民國青溪總會創立於民國89年（2000年），其自稱前身為後備軍人幹部訓練班惟目前後備軍人幹部訓練班仍有組訓，故實為聯誼會之性質。

## 沿革
1960年代，中華民國國防部為因應後備軍人管理、服務等需求，責成臺灣警備總司令部於臺北縣新店鎮成立了「後備軍人幹部訓練班」（後幹班），作為後備幹部培訓的搖籃。
但隨著社會變遷，後備組織之型態也有了若干調適。民國89年（2000年）9月在當時臺灣軍管區司令部（今國防部後備指揮部）司令金恩慶上將策劃下，成立二十五個縣市青溪協會；中華民國青溪總會亦於同年12月13日成立。
2008年，聘請陳鎮湘上將(前軍管區司令部司令、陸軍總司令、國防大學校長、立法委員)、及金恩慶上將(前軍管區司令部司令、中國國民黨黃復興黨部主任委員)為本會「指導顧問團」總團長，聘請湯先智等四位中將為各地區指導顧問團團長、並陸續聘請張鴻飛等六位將軍為指導顧問，更加鞏固青溪一貫傳承之忠義精神，加速各級組織社團化。
2009年，除擴大本會秘書處組織(增設副秘書長4人)、另增設北、中、南、東4個地區辦公室，使各項工作推展更加順利。
2010年，為因應五都(縣市合併)升格，本會之縣、市級協會由原有25個協會合併為22個縣(市)級協會，順利完成合併。
2011年，為支持政府各項緊急救災活動，通過「青溪全國支援救災總部」組織辦法，以整合社會資源，強化災防整備工作。另訂定長期發展策略為：「發展組織、組織再造、永續經營」。
2012年，為踐履長期發展策略，發展組織方面：修訂本會全銜為「中華民國青溪總會」，各縣(市)協會改為「各縣(市)總會」，「各縣(市)總會」下編設「各鄉、鎮、市、區協會」，確定全國總會及所轄各級青溪組織「三級制」
2013年，期使深化組織、永續經營：增設「大陸事務部」、「國際事務部」、「農業推展部」、「文化創意部」等四個單位，全方位為青溪夥伴服務。並完善組織結構，朝「制度化」、「法制化」方向努力。
2014年為因應智慧型行動裝置普及化、互動網絡訊息之即時性，已成必然趨勢，即增編成立「數位科技部」，除提供青溪夥伴更多元之全面數位化就業方案，並啟動微型創業機制，以青溪APP隨時掌握與更新青溪資訊，俾達迅速即時服務之目標。另與台灣中小企銀合作推出「青溪之友悠遊認同卡」，擴大組織影響層面。
2015年為因應本會業務需求量擴大，將原「秘書處」下轄之五個幕僚組調整為：「會本部」下轄「人事行政局」、「法制考核局」、「財經發展局」。另為落實海洋立國之政策，及海洋戰略之需求，成立「海洋事務部」，俾邁向海洋科技、文化產業及海洋戰略結合之新面向。
2016年本會為強化世代交替及積極培養後進，成立「青年事務委員會」，期藉年輕熱血之青年才俊加入本會行列，為本會注入新血輪與新力量，革新並強化理念、培訓能力與凝聚力，以奠定爾後菁英人才接班梯隊。另為服務全國原住民族群，成立「原住民事務委員會」，希藉發揚各族群之多元文化資產實力、及文創產業經濟，以協助原住民在教育、傳統技藝、語言、文化、體育、就業、觀光產業、社會福利、宗教、家庭扶助等方面，為原住民族群歷史文化之保存與延續，謀求更堅實之基礎。
2017年]為讓青溪志業得以永續經營，我們特別成立「資深榮譽委員會」，讓資深的學長能繼續提供經驗，為本會服務。為使本會宣傳工作能有效進行，本會成立「青溪新媒體」，藉網路電視等媒體，扮演會員彼此溝通之橋樑；並辦理「青溪課輔學園」全面啟動活動，從提供『學童課後輔導、接受全人綜合素養教育』入手，以端正人倫品德、建立正確的人生觀、價值觀，並發揮扶助關懷弱勢的積極作用，成效卓著。
2018年「數位科技部」因工作內容與「青溪新媒體」有部份重疊且已完成階段性的任務，故與「青溪新媒體」整併合一。另為加強對全體會員及社會各階層之服務，成立「社會服務部」，組織發展與時俱進。本會會本部之「高階首長會議」已穩定發展成為本會之『智庫』角色，是本會組織活動的發動機，不斷地針對社會的興替脈動與組織的發展需求，積極尋求本會永續經營的契機與方向，為本會注入新生命與活力；使本會在大家的期待中，穩定的朝向社會的正能量目標邁進；全國青溪總會已成為全國組織最健全的社團之一，發展潛力無限，備受各界之肯定與尊崇。
2019年將原編組之4個地區辦公室，改編為6個地區辦公室（北一：北北基馬、北二：桃竹竹苗、中一：中彰投、中二：雲嘉嘉南、南部：高屏澎金、東部：宜花東）。

## 組織架構

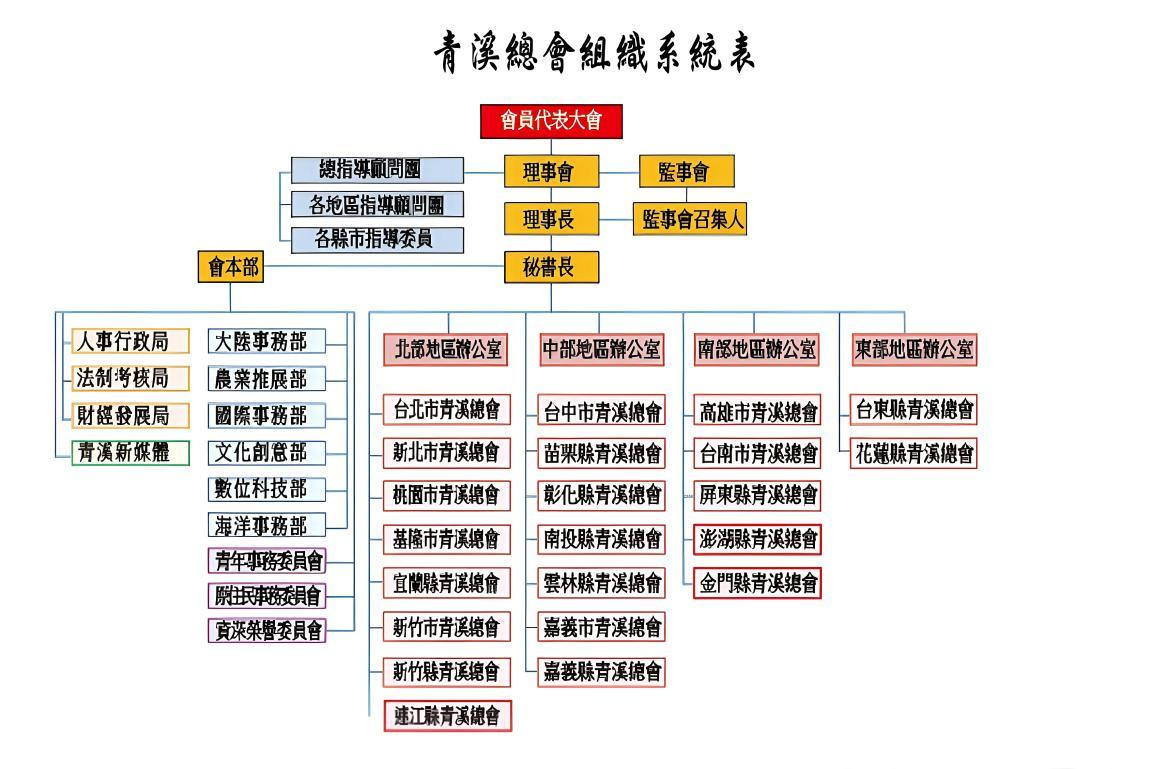
青溪總會組織架構圖

## 歷任理事長
| 任数           | 理事长 | 秘书长 |
| -------------- | ------ | ------ |
| 第一任         | 柯水源 | 陳和國 |
| 第二任         | 曾永權 | 謝文煌 |
| 第三任         | 曾永權 | 謝文煌 |
| 第四任         | 林建榮 | 陳世明 |
| 第五任         | 林建榮 | 陳世明 |
| 第六任         | 徐耀昌 | 陳世明 |
| 第七任         | 徐耀昌 | 陳世明 |
| 第八任         | 呂學樟 | 陳世明 |
| 第九任         | 呂學樟 | 陳世明 |
| 第十任         | 廖國棟 | 陳世明 |
| 第十一任(現任) | 宣明智 | 陳世明 |

## 外部連結
- 中華民國青溪總會 （页面存档备份，存于）